# (10777) 1991 EB5
(10777) 1991 EB5 là một tiểu hành tinh vành đai chính. Nó được phát hiện bởi Henri Debehogne ở Đài thiên văn La Silla ở Chile ngày 13 tháng 3 năm 1991.